# Arnold Oberschelp

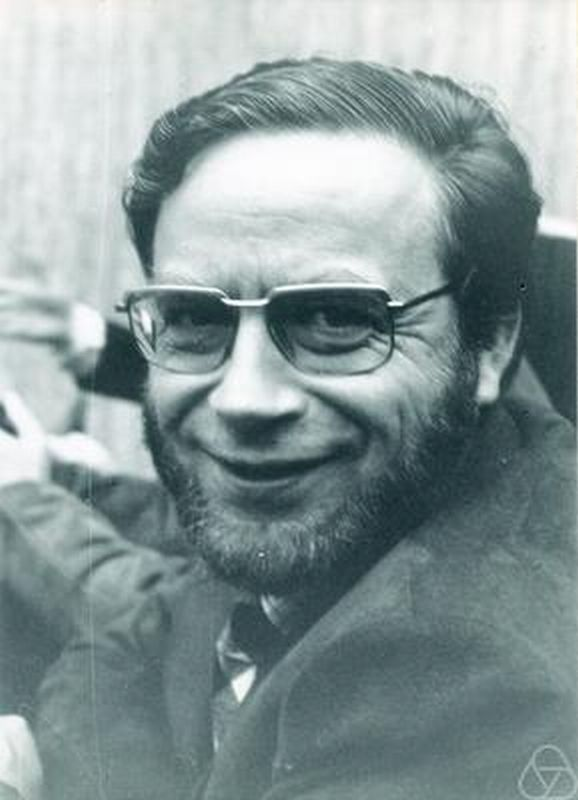

Arnold Oberschelp (Recklinghausen, 1932 – 31 augustus 2024) was een Duitse wiskundige en logicus, die sinds 1968 hoogleraar in de logica en de wetenschapsleer in Kiel is.  
Oberschelp studeerde wiskunde en natuurkunde aan de universiteiten van Göttingen en Munster. In Munster behaalde hij zijn doctoraat in de wiskundige logica. In 1958 was hij wetenschappelijk medewerker aan het Mathematisch Instituut van de Leibniz-Universiteit Hannover. In 1961 promoveerde hij met een dissertatie in de wiskunde. In 1968 accepteerde hij een aanstelling tot gewoon hoogleraar in de logica en wetenschapsleer aan de Universiteit van Kiel. 
Arnold Oberschelp ontwikkelde een algemene klassenlogica, waarin men tegenspraakvrij willekeurige klassen kan vormen zonder dat men de gebruikelijke verzamelingenleeraxioma's vooronderstelt. Aanvullende axioma's leiden tot de Zermelo-Fraenkel-verzamelingenleer, die in zijn klassenlogische weergave echter wezenlijk comfortabeler is als de gebruikelijke predicatenlogische weergave. 
Oberschelp overleed op 31 augustus 2024 92-jarige leeftijd.